# Ernst-Friedrich Trull
Ernst-Friedrich Trull (* 1797 in Hannover; † 7. September 1871 in Riga) war ein deutscher Apotheker.
Der Sohn eines Musikers wurde 1822 in Dorpat examiniert und wurde Gehilfe des Apothekers auf der Anstalt Alexandershöhe (heute im lettischen Ort Aleksanderpole), dessen Posten er zugleich mit dem des Oberaufsehers der Anstalt 1824 übernahm. Im selben Jahr heiratete er am 9. März die verwitwete Charlotte Amalie Meredig, geborene Schmidt.
Von 1830 bis 1838 leitete Trull die Rigaer Krons-Feldapotheke. Nachdem sie mit der Apotheke des Rigaer Kriegshospitals vereint worden war, war er bis mindestens 1845 Apotheker der Kronsapotheke in Kiew. In dieser Verantwortung versorgte er die ganze Südregion Russlands und des Kaukasus mit Medizingütern.